# Cavaliere ridente
Il Cavaliere ridente è un dipinto di Frans Hals del 1624.

## Descrizione
Il cavaliere anonimo, ritratto nel tipico abbigliamento di ventura seicentesco, viene raffigurato di tre quarti e con la mano sinistra poggiata sul fianco, con lo sguardo rivolto direttamente verso l'osservatore. Sono particolarmente degni di nota gli intarsi, gli elementi decorativi e floreali e i ghirigori del vestito stesso, messi ulteriormente in risalto dallo sfondo grigio e inerte.

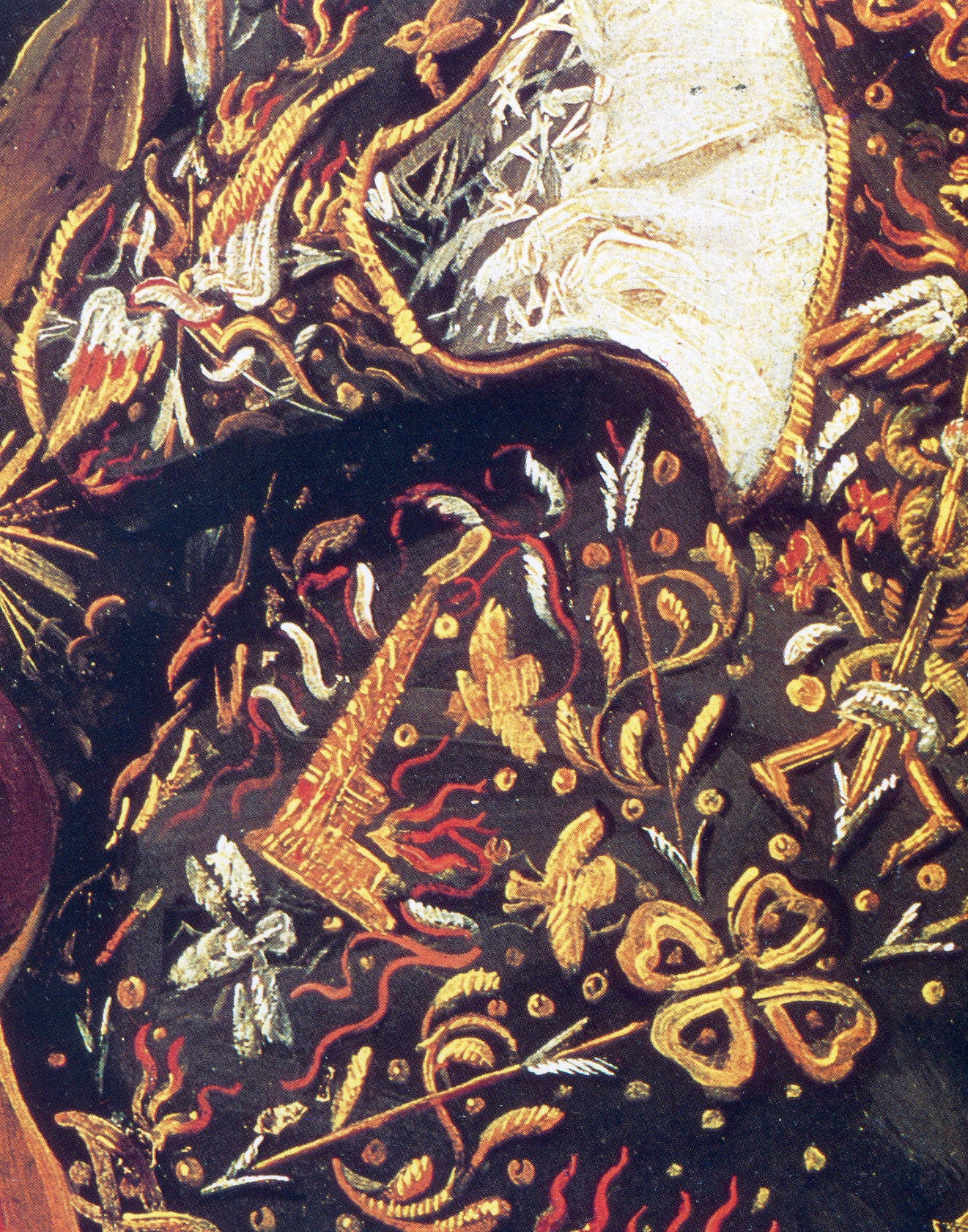
Dettaglio della manica

Il nome è stato coniato ai tempi dell'esposizione negli anni '70-'80 dell'Ottocento presso un padiglione del Victoria and Albert Museum di Londra: di fatto il soggetto ritratto non sta ridendo, ma sembra avere più un'espressione neutrale, per cui il pubblico potrebbe essere inizialmente tratto in inganno dai lunghi baffi rivolti all'insù e dal pizzetto. Tale esposizione rese il dipinto uno dei più celebri nel Regno Unito dell'arte barocca del centro-nord Europa.
Il dipinto è custodito da oltre un secolo a Londra, nella Wallace Collection.